# 4329 Міро
4329 Міро (4329 Miro, 1982 SX2, 1970 AU, 1972 TT6, 1984 ES) — астероїд головного поясу.
Тіссеранів параметр щодо Юпітера — 3,608.